# スノードロップの初恋
『スノードロップの初恋』（スノードロップのはつこい）は、2024年10月1日から12月17日までカンテレ制作・フジテレビ系列の「火ドラ★イレブン」枠にて放送されたテレビドラマ。主演は本作が連続ドラマ初主演となる宮世琉弥。

## あらすじ
冬のある日、望月奈雪は、交通事故に遭いそうになった片岡朔弥を助ける。聞けば朔弥は、「幸せな味」のグラタンを食べに来たのだという。奈雪が幼い頃、「お父さんのグラタンは世界で一番幸せな味なんだから」と言った記憶と符合し、何かを感じて宿を貸すことを許す。
朔弥は実は死神で、人間の死期が見える目を持っていた。12月25日のクリスマスの日に、奈雪は死ぬ運命にある。奈雪は、クリスマスまでの限られた期日の間に、「人生で本当に自分がやりたいことは何か」を模索する。
朔弥は常人とは違う不思議な振る舞いを見せるものの、やけに人間を上から俯瞰したような視点や、本質を突いたことを言うこともあり、ミステリアスな存在だった。「FORTUNA」の社長、伊勢政和はグラタンを巡る発言や、不思議な視点を面白いと思ったのか、相談役に起用する。
折しもその頃「FORTUNA」では、看板メニューとなる新たなメニューを開発しようとしていた。

## 用語

### 死神
正確には死神ではなく、こちらの世界で「死神と呼ばれているもの」なのだという。「死」の概念そのもので、本来は実体もないものが物質化したらしい。人間の死期が見える目を持つが、死の決定を下すことはない。死神が死ぬ方法はただ一つ、死神自身が死を否定したときだけである。

## キャスト

### 主要人物
片岡朔弥（かたおか さくや）
演 - 宮世琉弥
主人公。ある目的で人間界に初めて降り立った死神。
望月奈雪（もちづき なゆき）
演 - 小野花梨
ファミレスチェーン「FORTUNA」経理部社員。高校2年の時に洋食屋を営む父親を亡くし、唯一の肉親である弟のことを一番に考えてきた心優しい女性。「奈雪」という名前は、両親が「スノードロップ」から名付けたらしい。

### FORTUNA
創業24年のファミリーレストランチェーン。奈雪の勤務先。

#### 経理部
寺岡智子（てらおか ともこ）
演 - 猫背椿
課長。奈雪の上司。「オーラ」で人の心を読む癖がある。
橋本純平（はしもと じゅんぺい）
演 - 藤本洸大
新入社員。

#### 商品開発部
伊勢和真（いせ かずま）
演 - 曽田陵介
社長の息子で次期社長候補。奈雪の幼なじみ。創業25周年を記念するクリスマスの特別メニューの開発担当チーム長に抜擢される。
羽田翔太（はだ しょうた）
演 - 志賀李玖（ICEx）
新入社員。マーケティング担当。
吉井杏奈（よしい あんな）
演 - 八木響生
新しく商品開発部に異動になったパティシエ。
鈴木太一（すずき たいち）
演 - 廻飛呂男
ベテランシェフ。

#### その他
伊勢政和（いせ まさかず）
演 - 杉本哲太
和真の父で社長。奈雪の父とは旧友で、ともに「FORTUNA」を立ち上げるも、経営方針の違いから奈雪の父は独立、一人で事業を拡大してきた。

### 周辺人物
望月陸（もちづき りく）
演 - 岩瀬洋志（幼少期：松野晃士）
奈雪の弟。美大生。
亀山宗佑（かめやま そうすけ）
演 - 森田甘路
陸の美大の同級生。オカルトオタク。
望月祥平（もちづき しょうへい）
演 - 古河耕史
奈雪と陸の父。故人。洋食屋「ガランサス」を営んでいた。「ガランサス」とは、「スノードロップ」の別名。グラタンの腕は一流で、初期の「FORTUNA」で名物とも言える料理だった。

## スタッフ
- 脚本 - まなべゆきこ、横尾千智[1]
- 音楽 - 佐藤航、はらかなこ[1]
- オープニングテーマ - Ryubi Miyase「白く染まる前に」（Sony Music Labels）[4]
- エンディングテーマ - あたらよ「雫」（A.S.A.B）[5]
- 演出 - 紙谷楓、北坊信一[1]、村上正典
- プロデューサー - 萩原崇、田中耕司、芳川茜[1]
- 制作協力 - 共同テレビ[1]
- 制作 - カンテレ[1]

## 放送日程
| 話数              | 放送日   | サブタイトル                  | サブタイトル                    | 脚本                  | 演出     |
| 話数              | 放送日   | 本放送                        | その他                          | 脚本                  | 演出     |
| ----------------- | -------- | ----------------------------- | ------------------------------- | --------------------- | -------- |
| 第1話             | 10月01日 | 孤独な死神と運命の恋!?        | 死神と運命の恋                  | まなべゆきこ          | 紙谷楓   |
| 第2話             | 10月08日 | 死神と秘密の同居生活スタート! | 秘密の同居開始!                 | まなべゆきこ          | 紙谷楓   |
| 第3話             | 10月15日 | 恋の三角関係が勃発!           | 心を溶かす言葉!                 | まなべゆきこ          | 紙谷楓   |
| 第4話             | 10月22日 | キスと嫉妬の嵐!               | キスと嫉妬の嵐!                 | 横尾千智              | 北坊信一 |
| 第5話             | 10月30日 | 告白!? 波乱のデート!          | 絡み合う三角関係                | 横尾千智              | 北坊信一 |
| 第6話             | 11月05日 | ついに知る、本当の恋の意味    | 本当の恋の意味!                 | まなべゆきこ          | 紙谷楓   |
| 第7話             | 11月12日 | 運命を左右する、ふたりの約束  | 明かされる正体!                 | まなべゆきこ          | 紙谷楓   |
| 第8話             | 11月19日 | ふたりの愛が、試される        | 消えた恋人の想い                | 横尾千智              | 紙谷楓   |
| 第9話             | 11月26日 | 親子の絆!思い出の味の秘密     | 思い出の味の秘密                | 横尾千智              | 紙谷楓   |
| 第10話            | 12月03日 | 母との再会!あふれる弟の想い   | あふれる弟の想い                | 横尾千智              | 村上正典 |
| 第11話            | 12月10日 | 最終章!ついに知る初恋の意味   | 初恋の意味とは!                 | まなべゆきこ 横尾千智 | 村上正典 |
| 第12話 （最終話） | 12月17日 | 最終回!クリスマスの奇跡!      | クリスマスの夜!最後の奇跡とは!? | まなべゆきこ          | 紙谷楓   |

- 第2話は火曜9時枠『オクラ〜迷宮入り事件捜査〜』の拡大放送（21時 - 22時9分）[8]に伴う特別編成の関係で15分繰り下げられ、23時15分 - 23時45分に放送された[9]。
- 第5話は前夜放送の『SMBC日本シリーズ2024中継 第3戦 福岡ソフトバンク×横浜DeNA』（テレビ西日本制作）の延長（18時30分 - 22時19分）に伴う特別編成の関係で1時間25分繰り下げられ、翌0時25分 - 0時55分に放送された。